# One Roxas Triangle
One Roxas Triangle, ook bekend als de Roxas Triangle Tower I, is een wolkenkrabber in Makati, Filipijnen. De woontoren, die staat aan de Pase de Roxas werd in 2000 voltooid door D.M. Consunji, Inc.

## Ontwerp
One Roxas Triangle is ontworpen door Skidmore, Owings & Merrill in samenwerking met het lokale architectenbureau Pimentel Rodriguez Simbulan & Partners. De woontoren is 174,25 meter hoog en telt 51 verdiepingen. Het project heeft een oppervlakte van 13.992 vierkante meter. Iedere verdieping bevat 4 appartementen en is zo opgebouwd, dat elke leefruimte voorzien wordt van licht. Naast de overdekte tennisbaan buiten het gebouw, vindt men in het gebouw een zwembad, een squashveld en een fitness school. Het gebouw is door de architecten in postmodernistische stijl ontworpen.